# My Favorite Things (альбом)
My Favorite Things (в переводе с англ. — «Мои любимые вещи») — седьмой студийный альбом, записанный джазовым квартетом Джона Колтрейна в октябре 1960 года, изданный на лейбле Atlantic Records в марте 1961 года. Этот альбом стал первым, где Колтрейн играет на сопрано-саксофоне. Отредактированная версия заглавной песни стала хитом, который завоевал популярность в 1961 году на радио. В 1998 году альбом получил «Грэмми» в зале славы премии.

## Предыстория
В марте 1960 года, находясь в гастролях по Европе, Майлс Дейвис приобрел для Колтрейна сопрано-саксофон. За исключением Стива Лейси, работавшего в конце 1950-х годов с клавишником Сесилом Тейлором, этот инструмент тогда никто не использовал в джазе. Заинтригованный новыми возможностями, Колтрейн начал играть в своём[чей?] летнем клубе.
После ухода из ансамбля Майлса Дейвиса Колтрейн стал получать первые регулярные заказы в джаз-галерее в Нью-Йорке летом 1960 года — именно там был собран первый вариант квартета Джона Колтрейна. Состав был сформирован к осени — Маккой Тайнер играл на фортепиано, Стив Дэвис на басу, а Элвин Джонс сел за ударные. За неделю до Хеллоуина в Atlantic Studio был записан их первый трек — Village Blues из Coltrane Jazz, а позже и их весь альбом, что впоследствии также привело к созданию альбомов в Atlantic Coltrane Plays the Blues и Coltrane’s Sound.

## Музыка
Выпущенный всего через месяц после Coltrane Jazz, в отличие от его первых двух альбомов в Atlantic, этот альбом не содержал оригинальных композиций — вместо джазовых версий был представлены четыре джазовых стандарта. Альбом также был первым, где становится вполне ясно, что теперь Колтрейн окончательно перешёл от бибопа к модальному джазу, предпосылки к чему были заметны в некоторых его предыдущих альбомах. Это был знаменитый трек с модальным представлением песни Роджерса и Хаммерстайна My Favorite Things из «Звуков музыки». Мелодия была слышна много раз за песню, но вместо того, чтобы играть соло по написанной последовательности аккордов, Тайнер и Колтрейн делают несколько продолжительных соло с «вампами» (остинато) с помощью двух тонических аккордов — Em и Emaj, да и играли они в ритме вальса. В документальном фильме The World According to John Coltrane рассказчик Эд Уилер делает замечание о влиянии, которое эта песня оставила на популярности карьеры Джона:
В 1960 году Колтрейн оставил Майлса [Дейвиса] и сформировал свой собственный квартет для дальнейшего изучения модального джаза, более свободного направления, а также для показательности растущего на него влияния Индии. Они превратили My Favorite Things, весёлую песню из популярных 'Звуков музыки', в гипнотический танец восточных дервишей. Запись стала хитом и сделала Колтрейна одним из самых запрашиваемых музыкантов — это проложило ему мост для широкого общественного признания.
Стандарт Summertime отличается здесь своей оптимистичным настроем поиска — это стало своеобразной демонстрацией Колтрейна в Sheets of Music, он сильно использовал противоположность Майлсу Дэвису в меланхолии, здесь есть и лиричная версия на Porgy and Bess - здесь Джон использует непривычную педаль, дополненную аккордами. But Not For Me — это перегармонизированная песня с использованием знаменитыми колтрейновскими изменениями, а в особенности расширенной коды с неоднократными II-V-I прогрессиями.

## Список композиций

### Первая сторона
| №  | Название                    | Автор(ы)                                    | Длительность |
| -- | --------------------------- | ------------------------------------------- | ------------ |
| 1. | «My Favorite Things»        | Оскар Хаммерстайн II, Ричард Чарльз Роджерс | 13:41        |
| 2. | «Every Time We Say Goodbye» | Коул Портер                                 | 5:39         |

### Вторая сторона
| №  | Название         | Автор(ы)                                    | Длительность |
| -- | ---------------- | ------------------------------------------- | ------------ |
| 1. | «Summertime»     | Айра Гершвин, Дюбоз Хейуорд, Джордж Гершвин | 11:31        |
| 2. | «But Not for Me» | Айра Гершвин, Джордж Гершвин                | 9:34         |

### Бонус-треки из переиздания 1998 года
| №  | Название                                                | Автор(ы)              | Длительность |
| -- | ------------------------------------------------------- | --------------------- | ------------ |
| 5. | «My Favorite Things, часть 1» (синглы с каждой стороны) | Роджерс и Хаммерстайн | 2:45         |
| 6. | «My Favorite Things, часть» (сингл на второй стороне)   | Роджерс и Хаммерстайн | 3:02         |